# Argyria lusella
Argyria lusella là một loài bướm đêm trong họ Crambidae.